# Gothra
Gothra (o Gothara) è una suddivisione dell'India, classificata come census town, di 21.819 abitanti, situata nel distretto di Jhunjhunu, nello stato federato del Rajasthan. In base al numero di abitanti la città rientra nella classe III (da 20.000 a 49.999 persone).

## Geografia fisica
La città è situata a 25° 50' 5 N e 75° 36' 3 E e ha un'altitudine di 327 m s.l.m..

## Società

### Evoluzione demografica
Al censimento del 2001 la popolazione di Gothra assommava a 21.819 persone, delle quali 11.796 maschi e 10.023 femmine. I bambini di età inferiore o uguale ai sei anni assommavano a 2.269, dei quali 1.237 maschi e 1.032 femmine. Infine, coloro che erano in grado di saper almeno leggere e scrivere erano 16.880, dei quali 10.125 maschi e 6.755 femmine.